# Aghadadash Gurbanov
Aghadadash Gurbanov (en azerí:Ağadadaş Qurbanov; Bakú, 8 de marzo de 1911-Salyan, 22 de junio de 1965) fue actor de teatro y de cine de Azerbaiyán, Artista del Pueblo de la RSS de Azerbaiyán.

## Biografía
Aghadadash Gurbanov nació el 8 de marzo de 1911 en Bakú. Comenzó su carrera en el Teatro Estatal de Espectadores Jóvenes de Azerbaiyán. Él trabajó en este teatro desde 1927 hasta 1952. De 1952 a 1965 actuó en el escenario del Teatro Académico Estatal de Drama de Azerbaiyán. Aghadadash Gurbanov  recibió el título “Artista del Pueblo de la RSS de Azerbaiyán” en 1954.
Aghadadash Gurbanov murió el 22 de junio de 1965 en Salyan y fue enterrado en el Callejón de Honor. El 20 de diciembre de 2011 fue organizado el evento en el Teatro Estatal de Espectadores Jóvenes de Azerbaiyán, dedicado al centenario del nacimiento del actor.

## Filmografía
- 1941 – “Sabuhi”
- 1956 – “Shamdan bey”
- 1957 - “Bajo el cielo caliente”
- 1959 – “El misterio de una fortaleza”
- 1960 – “Koroglu”[4]
- 1961 – “Nuestra calle”
- 1962 – “Telefonista”
- 1965 – “Arshin mal alan”

## Premios y títulos
- Artista de Honor de la RSS de Azerbaiyán (1943)
- Artista del Pueblo de la RSS de Azerbaiyán (1954)